# Ligyra sphinx
Ligyra sphinx är en tvåvingeart som först beskrevs av Fabricius 1787.  Ligyra sphinx ingår i släktet Ligyra och familjen svävflugor. Inga underarter finns listade i Catalogue of Life.